# Giro de Lombardía 1908
El Giro de Lombardía 1908, la 4.ª edición de esta clásica ciclista, se disputó el 8 de noviembre de 1908, con un recorrido de 266 km entre Milán y Como. El vencedor final fue el luxemburgués François Faber, que se impuso en la línea de llegada al italiano Luigi Ganna y al italiano Giovanni Gerbi, que acabaron segundo y tercero respectivamente.

## Clasificación final
| Posición | Ciclista         | Equipo         | Tiempo       |
| -------- | ---------------- | -------------- | ------------ |
| 1        | François Faber   | Peugeot-Wolber | 7h 53' 41"   |
| 2        | Luigi Ganna      | Atala          | + 12' 23"    |
| 3        | Giovanni Gerbi   | Peugeot-Wolber | + 18' 49"    |
| 4        | Carlo Mairani    | Individual     | + 56' 09"    |
| 5        | Guido Ghirardini | Individual     | + 1h 20' 09" |
| 6        | Annibale Magni   | Individual     | + 1h 25' 24" |
| 7        | Francesco Amelli | Individual     | + 2h 03' 49" |
| 8        | Adolfo Denti     | Individual     | + 2h 20' 24" |
| 9        | Pietro Tani      | Individual     | + 2h 25' 24" |
| 10       | Sante Goi        | Individual     | + 2h 50' 56" |